# Réacteurs nucléaires au Japon
| \| Tomari Ohma Higashidori Fukushima Daiichi Fukushima Daini Tōkai Mura Hamaoka Onagawa Kashiwazaki-Kariwa Ohi Shika Shimane Mihama Takahama Tsuruga Ikata Genkai Sendai \| Localisation des centrales nucléaires au Japon |
| Tomari Ohma Higashidori Fukushima Daiichi Fukushima Daini Tōkai Mura Hamaoka Onagawa Kashiwazaki-Kariwa Ohi Shika Shimane Mihama Takahama Tsuruga Ikata Genkai Sendai                                                      |

Les réacteurs nucléaires au Japon consistent en février 2025 en 14 réacteurs nucléaires opérationnels, 19 réacteurs mis à l'arrêt à la suite de l'accident nucléaire de Fukushima (en attente de l'autorisation de redémarrage après travaux de mise à jour), 2 réacteurs en construction et 27 réacteurs définitivement arrêtés. Après la catastrophe de Fukushima, le Japon a arrêté tous ses réacteurs nucléaires. Les réacteurs respectant les nouvelles prescriptions de sécurité sont progressivement remis en service depuis 2015, ceux qui ne peuvent pas être mis à jour sont définitivement arrêtés.

## Contexte
Après la catastrophe nucléaire de Fukushima, tous les réacteurs avaient été arrêtés[réf. souhaitée]. En 2015, les réacteurs Sendaï 1 et 2 ont redémarré, puis les réacteurs Takahama 1 et 2 en janvier et février 2016, avant d'être à nouveau arrêtés sur décision de justice. Au 13 février 2019, 8 réacteurs avaient été redémarrés, 6 ont obtenu une autorisation de préparation, et 12 étaient en cours d'expertise,,.
Les six réacteurs de la centrale nucléaire de Fukushima Daiichi sont hors d'usage et en cours de démantèlement pour une période d'au moins 40 ans,.
Deux réacteurs sont en construction (leur construction avait commencé avant la catastrophe) : le premier depuis 2007 à la centrale nucléaire de Shimane et le second depuis 2010 pour le projet de centrale nucléaire d'Ōma.
Le Japon n'a pas produit d'électricité nucléaire en 2014. Avant la catastrophe nucléaire de Fukushima, la production d'électricité d’origine nucléaire produite au Japon s’élevait en 2010 à 279 TWh, soit 29 % de la production d’électricité japonaise. Le Japon était alors au 3e rang des pays producteurs d'électricité nucléaire dans le monde, après les États-Unis et la France.
En 2023 le Japon a produit 56 TWh d'électricité d'origine nucléaire soit 5,5% de l'électricité produite au Japon.

## Liste des centrales de production d'électricité
Avant l'accident nucléaire de Fukushima, le Japon comptait 54 réacteurs nucléaires électrogènes en service, répartis dans 18 centrales. 34 appartiennent à la filière des réacteurs à eau bouillante (REB) et 20 à celle des réacteurs à eau pressurisée (REP). Les caractéristiques de ces réacteurs sont données dans le tableau ci-après, classés alphabétiquement. Le rang indique le numéro d'ordre de mise en service de chacun des réacteurs. Ainsi Fukushima Daiichi-1 a été le 5e réacteur mis en service au Japon. La puissance brute correspond à la puissance maximum disponible aux bornes de l'alternateur (hors consommation interne de la centrale). La puissance nette correspond quant à elle à la puissance installée disponible pour alimenter le réseau.
TOMARI-3 est le dernier réacteur à avoir été mis en service dans la région en 2009.

### Mise à l’arrêt de réacteurs à la suite de la catastrophe de Fukushima
Après l'accident nucléaire de Fukushima, les six réacteurs de Fukushima Daiichi sont définitivement hors service. En 2014, plus aucun réacteur nucléaire japonais ne produit d'électricité depuis un an.
Le 6 mai 2011, le premier ministre du Japon Naoto Kan a demandé à l’exploitant Chubu Electric Power de suspendre le fonctionnement de tous les réacteurs de la centrale nucléaire de Hamaoka. Il y a en effet une probabilité de 87 % qu'un séisme de magnitude 8,0 frappe la région de Tōkai, dans les 30 ans. Des mesures doivent donc être prises pour résister aux effets d’un tel séisme, comprenant en particulier la construction d'une digue de 12 mètres de haut pour protéger la station d’un tsunami et une surélévation des générateurs diesel de secours. Naoto Kan annonce également que le Japon va faire « des efforts pour promouvoir les énergies renouvelables ».
Le 3 mars 2012, le premier ministre Yoshihiko Noda annonce que le Japon doit « s'extraire de sa dépendance à l'égard du nucléaire » et sortir du nucléaire à moyen et long terme. Le dernier réacteur en activité, Ōi no 4 dans la préfecture de Fukui, ferme pour inspection en septembre 2013.
Cependant en 2015, la production d’origine nucléaire post-Fukushima reprend au Japon avec le redémarrage des réacteurs de Sendai 1 le 11 août et Sendai 2 le 15 octobre.

### Remise en service des réacteurs après la catastrophe de Fukushima
Le 11 août 2015, la  compagnie d'électricité de Kyushu (Kyuden) a redémarré le réacteur no 1 de la centrale nucléaire Sendai, située à Satsumasendai. Mais il a été arrêté de nouveau quelques jours après, le 20 août 2015.
Le second réacteur de Sendai redémarre en octobre 2015, le premier réacteur redémarre en décembre 2015, des arrêts de 2 à 3 mois sont prévus après 1 an d'exploitation.
Quatre réacteurs nucléaires sont redémarrés en 2017 et 2018 : Takahama 3 et 4 et Ohi 3 et 4 ,,.
En juin 2019, neuf réacteurs jugés conformes aux nouvelles normes reprennent leurs activités, dans cinq centrales : Ôi et Takahama (Kansai Electric Power Company), Genkai et Sendai (Kyûshû Electric Power Company) et Ikata (Shikoku Electric Power Company). Les réacteurs de ces centrales sont des réacteurs à eau pressurisée, différents du système de réacteur à eau bouillante de la centrale de Fukushima Daiichi, et sont situés dans le Japon de l'ouest, qui n'a pratiquement pas été touché par le séisme de 2011.

### Réacteurs opérationnels
En juillet 2025, 19 réacteurs (sur les 33 déclarés opérationnels) sont à l'arrêt depuis 2011 dans l'attente d'autorisation de redémarrage après l'accident nucléaire de Fukushima.
| Centrale nucléaire | Nom du réacteur      | Rg | Type | Modèle     | Puissance [MW] | Puissance [MW] | Puissance [MW] | Exploitant | Construct.       | Début constr. | Raccord. au réseau | Mise en service comm. | Statut post-Fukushima                        |
| Centrale nucléaire | Nom du réacteur      | Rg | Type | Modèle     | therm. (MWt)   | brute (MWe)    | nette (MWe)    | Exploitant | Construct.       | Début constr. | Raccord. au réseau | Mise en service comm. | Statut post-Fukushima                        |
| ------------------ | -------------------- | -- | ---- | ---------- | -------------- | -------------- | -------------- | ---------- | ---------------- | ------------- | ------------------ | --------------------- | -------------------------------------------- |
| Genkai             | Genkai-3             | 45 | REP  | M (4-loop) | 3 423          | 1 180          | 1 127          | Kyushu     | MHI              | 1988          | 1993               | 1994                  | Redémarré                                    |
| Genkai             | Genkai-4             | 46 | REP  | M (4-loop) | 3 423          | 1 180          | 1 127          | Kyushu     | MHI              | 1992          | 1996               | 1997                  | Redémarré                                    |
| Hamaoka            | Hamaoka-3            | 36 | REB  | BWR-5      | 3 293          | 1 100          | 1 056          | Chubu      | Toshiba          | 1983          | 1987               | 1987                  | Opération suspendue                          |
| Hamaoka            | Hamaoka-4            | 49 | REB  | BWR-5      | 3 293          | 1 137          | 1 092          | Chubu      | Toshiba          | 1989          | 1993               | 1993                  | Opération suspendue                          |
| Hamaoka            | Hamaoka-5            | 60 | REB  | ABWR       | 3 926          | 1 267          | 1 212          | Chubu      | Toshiba          | 2000          | 2004               | 2005                  | Opération suspendue                          |
| Higashidori        | Higashidori-1        | 58 | REB  | BWR-5      | 3 293          | 1 100          | 1 067          | Tōhoku     | Toshiba          | 2000          | 2005               | 2005                  | Opération suspendue                          |
| Kashiwazaki-Kariwa | Kashiwazaki-Kariwa-1 | 33 | REB  | BWR-5      | 3 293          | 1 100          | 1 067          | Tepco      | Toshiba          | 1980          | 1985               | 1985                  | Opération suspendue                          |
| Kashiwazaki-Kariwa | Kashiwazaki-Kariwa-2 | 39 | REB  | BWR-5      | 3 293          | 1 100          | 1 067          | Tepco      | Toshiba          | 1985          | 1990               | 1990                  | Opération suspendue                          |
| Kashiwazaki-Kariwa | Kashiwazaki-Kariwa-3 | 52 | REB  | BWR-5      | 3 293          | 1 100          | 1 067          | Tepco      | Toshiba          | 1989          | 1992               | 1993                  | Opération suspendue                          |
| Kashiwazaki-Kariwa | Kashiwazaki-Kariwa-4 | 53 | REB  | BWR-5      | 3 293          | 1 100          | 1 067          | Tepco      | Hitachi          | 1990          | 1993               | 1994                  | Opération suspendue                          |
| Kashiwazaki-Kariwa | Kashiwazaki-Kariwa-5 | 40 | REB  | BWR-5      | 3 293          | 1 100          | 1 067          | Tepco      | Hitachi          | 1985          | 1989               | 1990                  | Opération suspendue                          |
| Kashiwazaki-Kariwa | Kashiwazaki-Kariwa-6 | 55 | REB  | ABWR       | 3 926          | 1 356          | 1 315          | Tepco      | Toshiba          | 1992          | 1996               | 1996                  | Redémarrage prévu pour 2025                  |
| Kashiwazaki-Kariwa | Kashiwazaki-Kariwa-7 | 56 | REB  | ABWR       | 3 926          | 1 356          | 1 315          | Tepco      | Hitachi          | 1993          | 1996               | 1997                  | Redémarrage prévu pour 2025                  |
| Onagawa            | Onagawa-2            | 54 | REB  | BWR-5      | 2 436          | 825            | 796            | Tōhoku     | Toshiba          | 1991          | 1994               | 1995                  | Redémarré                                    |
| Onagawa            | Onagawa-3            | 57 | REB  | BWR-5      | 2 436          | 825            | 796            | Tōhoku     | Toshiba          | 1998          | 2001               | 2002                  | Opération suspendue                          |
| Shika              | Shika-1              | 48 | REB  | BWR 5      | 1 593          | 540            | 505            | Hokuriku   | Hitachi          | 1989          | 1993               | 1993                  | Opération suspendue                          |
| Shika              | Shika-2              | 59 | REB  | ABWR       | 3 926          | 1 206          | 1 108          | Hokuriku   | Hitachi          | 2001          | 2005               | 2006                  | Opération suspendue                          |
| Shimane            | Shimane-2            | 41 | REB  | BWR-5      | 2 436          | 820            | 789            | Chūgoku    | Hitachi          | 1985          | 1988               | 1989                  | Redémarré                                    |
| Tokai              | Tokai-2              | 21 | REB  | BWR-5      | 3 293          | 1 100          | 1 060          | JAPCo      | GE               | 1973          | 1978               | 1978                  | Opération suspendue (au moins décembre 2026) |
| Ikata              | Ikata-3              | 47 | REP  | M (3-loop) | 2 660          | 890            | 846            | Shikoku    | MHI              | 1990          | 1994               | 1994                  | Redémarré                                    |
| Mihama             | Mihama-3             | 14 | REP  | M (3-loop) | 2 440          | 826            | 780            | KEPCO      | MHI              | 1972          | 1976               | 1976                  | Redémarré                                    |
| Ōi                 | Ōi-3                 | 50 | REP  | M (4-loop) | 3 423          | 1 180          | 1 127          | KEPCO      | MHI              | 1987          | 1991               | 1991                  | Redémarré                                    |
| Ōi                 | Ōi-4                 | 51 | REP  | M (4-loop) | 3 423          | 1 180          | 1 127          | KEPCO      | MHI              | 1988          | 1992               | 1993                  | Redémarré                                    |
| Takahama           | Takahama-1           | 8  | REP  | M (3-loop) | 2 440          | 826            | 780            | KEPCO      | Westinghouse/MHI | 1970          | 1974               | 1974                  | Redémarré                                    |
| Takahama           | Takahama-2           | 13 | REP  | M (3-loop) | 2 440          | 826            | 780            | KEPCO      | MHI              | 1971          | 1975               | 1975                  | Redémarré                                    |
| Takahama           | Takahama-3           | 29 | REP  | M (3-loop) | 2 660          | 870            | 830            | KEPCO      | MHI              | 1980          | 1984               | 1985                  | Redémarré                                    |
| Takahama           | Takahama-4           | 30 | REP  | M (3-loop) | 2 660          | 870            | 830            | KEPCO      | MHI              | 1981          | 1984               | 1985                  | Redémarré                                    |
| Tomari             | Tomari-1             | 43 | REP  | M (2-loop) | 1 650          | 579            | 550            | HEPCO      | MHI              | 1985          | 1988               | 1989                  | Opération suspendue                          |
| Tomari             | Tomari-2             | 44 | REP  | M (2-loop) | 1 650          | 579            | 550            | HEPCO      | MHI              | 1985          | 1990               | 1991                  | Opération suspendue                          |
| Tomari             | Tomari-3             | 64 | REP  | M (3-loop) | 2 660          | 912            | 866            | HEPCO      | MHI              | 2004          | 2009               | 2009                  | Opération suspendue                          |
| Tsuruga            | Tsuruga-2            | 34 | REP  | M (4-loop) | 3 411          | 1 160          | 1 110          | JAPCo      | MHI              | 1982          | 1986               | 1987                  | Opération suspendue                          |
| Sendai             | Sendai-1             | 28 | REP  | M (3-loop) | 2 660          | 890            | 846            | Kyushu     | MHI              | 1979          | 1983               | 1984                  | Redémarré                                    |
| Sendai             | Sendai-2             | 37 | REP  | M (3-loop) | 2 660          | 890            | 846            | Kyushu     | MHI              | 1981          | 1985               | 1985                  | Redémarré                                    |

### Réacteurs définitivement arrêtés
En mars 2024, le Japon compte 27 réacteurs définitivement arrêtés. La Centrale nucléaire de Fukushima Daiichi est hors service à la suite de l'accident nucléaire de Fukushima, les autres réacteurs ont été arrêtés volontairement.
| Centrale nucléaire | Nom du réacteur     | Type   | Modèle     | Puissance [MW] | Puissance [MW] | Puissance [MW] | Exploitant | Construct.                        | Début constr. | Raccord. au réseau | Mise en service comm. | Statut                           |
| Centrale nucléaire | Nom du réacteur     | Type   | Modèle     | therm. (MWt)   | brute (MWe)    | nette (MWe)    | Exploitant | Construct.                        | Début constr. | Raccord. au réseau | Mise en service comm. | Date de mise à l’arrêt définitif |
| ------------------ | ------------------- | ------ | ---------- | -------------- | -------------- | -------------- | ---------- | --------------------------------- | ------------- | ------------------ | --------------------- | -------------------------------- |
| Tokai              | Tokai-1             | Magnox | Magnox     | 587            | 166            | 137            | JAPCo      | GE/Hitachi/Shimizu                | 1961          | 1965               | 1966                  | 1998                             |
| Fugen (en)         | Fugen ATR           | HWLWR  | ATR        | 557            | 165            | 148            | JAEA       |                                   | 1972          | 1978               | 1979                  | 2003                             |
| Fukushima Daiichi  | Fukushima Daiichi-1 | REB    | BWR-3      | 1 380          | 460            | 439            | Tepco      | GE/GETSC                          | 1967          | 1970               | 1971                  | 2011                             |
| Fukushima Daiichi  | Fukushima Daiichi-2 | REB    | BWR-4      | 2 381          | 784            | 760            | Tepco      | GE /GETSC                         | 1969          | 1973               | 1974                  | 2011                             |
| Fukushima Daiichi  | Fukushima Daiichi-3 | REB    | BWR-4      | 2 381          | 784            | 760            | Tepco      | Toshiba                           | 1970          | 1974               | 1976                  | 2011                             |
| Fukushima Daiichi  | Fukushima Daiichi-4 | REB    | BWR-4      | 2 381          | 784            | 760            | Tepco      | Hitachi                           | 1973          | 1978               | 1978                  | 2011                             |
| Fukushima Daiichi  | Fukushima Daiichi-5 | REB    | BWR-4      | 2 381          | 784            | 760            | Tepco      | Toshiba                           | 1972          | 1977               | 1978                  | 2013                             |
| Fukushima Daiichi  | Fukushima Daiichi-6 | REB    | BWR-5      | 3 293          | 1 100          | 1 067          | Tepco      | GE/Toshiba                        | 1973          | 1979               | 1979                  | 2013                             |
| Fukushima Daini    | Fukushima Daini-1   | REB    | BWR-5      | 3 293          | 1 100          | 1 067          | Tepco      | Toshiba                           | 1976          | 1981               | 1982                  | sept. 2019                       |
| Fukushima Daini    | Fukushima Daini-2   | REB    | BWR-5      | 3 293          | 1 100          | 1 067          | Tepco      | Hitachi                           | 1979          | 1983               | 1984                  | sept. 2019                       |
| Fukushima Daini    | Fukushima Daini-3   | REB    | BWR-5      | 3 293          | 1 100          | 1 067          | Tepco      | Toshiba                           | 1981          | 1984               | 1985                  | sept. 2019                       |
| Fukushima Daini    | Fukushima Daini-4   | REB    | BWR-5      | 3 293          | 1 100          | 1 067          | Tepco      | Hitachi                           | 1981          | 1986               | 1987                  | sept. 2019                       |
| Hamaoka            | Hamaoka-1           | REB    | BWR-4      | 1 593          | 540            | 516            | Chubu      | Toshiba                           | 1971          | 1974               | 1976                  | janv. 2009                       |
| Hamaoka            | Hamaoka-2           | REB    | BWR-4      | 2 436          | 840            | 814            | Chubu      | Toshiba                           | 1974          | 1978               | 1978                  | janv. 2009                       |
| Mihama             | Mihama-1            | REP    | W (2-loop) | 1 031          | 340            | 320            | KEPCO      | Westinghouse                      | 1967          | 1970               | 1970                  | 2015                             |
| Mihama             | Mihama-2            | REP    | M (2-loop) | 1 456          | 500            | 470            | KEPCO      | MHI                               | 1968          | 1972               | 1972                  | 2015                             |
| Monju (en)         | Monju               | RNR-Na |            | 714            | 280            | 246            | JAEA       | Hitachi/Toshiba/MHI/Fuji Electric | 1986          | 1995               |                       | déc. 2017                        |
| Tsuruga            | Tsuruga-1           | REB    | BWR-2      | 1 070          | 357            | 340            | JAPCo      | GE                                | 1966          | 1969               | 1970                  | 2015                             |
| Genkai             | Genkai-1            | REP    | M (2-loop) | 1 650          | 559            | 529            | Kyushu     | MHI                               | 1971          | 1975               | 1975                  | 2015                             |
| Genkai             | Genkai-2            | REP    | M (2-loop) | 1 650          | 559            | 529            | Kyushu     | MHI                               | 1977          | 1980               | 1981                  | avril 2019                       |
| Ikata              | Ikata-1             | REP    | M (2-loop) | 1 650          | 566            | 538            | Shikoku    | MHI                               | 1973          | 1977               | 1977                  | mai 2016                         |
| Ikata              | Ikata-2             | REP    | M (2-loop) | 1 650          | 566            | 538            | Shikoku    | MHI                               | 1978          | 1981               | 1982                  | mai 2018                         |
| JPDR               | JPDR                | REB    | BWR-1      | 90             | 13             | 12             | JAEA       | GE                                | 1960          | 1963               | 1965                  | mars 1976                        |
| Ōi                 | Ōi-1                | REP    | W (4-loop) | 3 423          | 1 175          | 1 120          | KEPCO      | Westinghouse                      | 1972          | 1977               | 1979                  | mars 2018                        |
| Ōi                 | Ōi-2                | REP    | W (4-loop) | 3 423          | 1 175          | 1 120          | KEPCO      | Westinghouse                      | 1972          | 1978               | 1979                  | mars 2018                        |
| Onagawa            | Onagawa-1           | REB    | BWR-4      | 1 593          | 524            | 498            | Tōhoku     | Toshiba                           | 1980          | 1983               | 1984                  | déc. 2018                        |
| Shimane            | Shimane-1           | REB    | BWR-3      | 1 380          | 460            | 439            | Chūgoku    | Hitachi                           | 1970          | 1973               | 1974                  | avril 2015                       |

### Réacteurs en construction
Deux réacteurs sont en construction. En 2013, Areva - fournisseur de combustible nucléaire au Japon - reste optimiste quant à l’achèvement des travaux:
- Shimane-3 est un réacteur à eau bouillante dont la construction a débuté le 12 décembre 2007 dans la Centrale nucléaire de Shimane. La mise en service était prévu pour mars 2012, mais la construction s'est arrêtée en 2011 alors qu'elle était terminée à 94 %[34].
- La centrale nucléaire d'Ōma doit également être équipée d'un réacteur ABWR de 1300 MW de puissance nette, commencé le 7 mai 2010. La construction, arrêtée en 2011, a repris en octobre 2012, mais aucune date n'est fournie pour la terminer[9],[1]. Ohma serait le premier réacteur pouvant utiliser 100 % de MOX (Mixed Oxyde fuel, combustible nucléaire fabriqué à partir du plutonium et de l'uranium appauvri), le pourcentage de MOX ne dépassant généralement pas les 30 % dans la plupart des réacteurs[35].

## Liste des réacteurs de recherche
- Fugen (réacteur thermique avancé) : arrêté définitivement en mars 2003
- Jōyō (réacteur à neutrons rapides expérimental) : en réparation depuis 2007
- Monju (réacteur à neutrons rapides) : arrêté définitivement en décembre 2016
- JT-60 (réacteur à fusion nucléaire)

### Sigles
1. ↑  GETSC : General Electric Technical Services